# Club América
Club de Fútbol América S.A. de C.V., beter bekend als Club América of América, is een Mexicaanse voetbalclub uit Mexico-Stad. De club is opgericht op 12 oktober 1916 en geldt als een van de populairste voetbalclubs van het land. Thuisstadion is het immense Aztekenstadion. De aartsrivaal van Club América is Chivas de Guadalajara. De club won een recordaantal van zeven CONCACAF Champions Cup / CONCACAF Champions League-titels en verloor een gespeelde finale van dit toernooi.

## Geschiedenis

### WK voor clubs
Als winnaar van de CONCACAF Champions League nam Club América in 2006 deel aan het WK voor clubs. In de kwartfinale werd AFC Champions League-winnaar Jeonbuk Hyundai Motors met 1-0 verslagen door een doelpunt van Ricardo Rojas. Club América werd in de halve finale uitgeschakeld door FC Barcelona, dat met 4-0 duidelijk te sterk was. Enkele maanden eerder, in augustus 2006, hadden beide clubs nog met 4-4 gelijkgespeeld tijdens een oefenwedstrijd in Mexico. Club América behaalde uiteindelijk de vierde plaats op het WK, nadat ook van het Egyptische Al-Ahly was verloren met 1-2. Salvador Cabañas maakte het enige doelpunt voor de Mexicanen in deze wedstrijd.

## Erelijst
Nationaal
- Primera División / Liga MX (14x)

1966, 1971, 1976, 1984, 1985, 1988, 1989, Verano 2002 , Clausura 2005, Clausura 2013, Apertura 2014, Aperuta 2018, Apertura 2023
- Copa México / Copa MX (6x)

1938, 1954, 1955, 1964, 1965, 1974, 2019 Clausura
- Campeón de Campeones / Supercopa MX (6x)

1955, 1976, 1988, 1989, 2005, 2019
Internationaal
- CONCACAF Champions Cup / CONCACAF Champions League (7x)

1977, 1987, 1990, 1992, 2006, 2015, 2016
- CONCACAF Giants Cup (1x)

2001
- Copa Interamericana (2x)

1978, 1991

## Bekende (oud-)spelers

### Mexicanen
- Edson Álvarez
- Cuauhtémoc Blanco
- Luis Hernández
- Pavel Pardo
- Hugo Sánchez
- Oswaldo Sánchez
- Guillermo Ochoa

### Overig
- Sebastián Abreu
- Christian Benítez
- Kalusha Bwalya
- Salvador Cabañas
- Nelson Cuevas
- Javairô Dilrosun
- Ilie Dumitrescu
- Renato Ibarra
- Claudio López
- Narciso Mina
- Aquivaldo Mosquera
- Richard Núñez
- Frankie Oviedo
- Manuel Rojas
- Oscar Ruggeri
- Iván Zamorano

## Bekende (oud-)trainers
- Rafael Garza Gutiérrez (1933-1941, 1945-1949)
- Octavio Vial (1949-1952, 1953-1955)
- Alejandro Scopelli (1965-1966, 1969-1970)
- Dragoslav Šekularac (1990-1991)
- Leo Beenhakker (1994, 2003-2004)
- Marcelo Bielsa (1995)
- Mirko Jozić (1995)
- Ricardo La Volpe (1996-1997, 2016-2017)
- Carlos Kiese (1999)
- Alfio Basile (2000-2001)
- Manuel Lapuente (2006, 2010-2011)
- Luis Tena (2006-2007)
- Daniel Brailovsky (2007-2008)
- Rubén Romano (2008)
- Juan Antonio Luna (2008)
- Ramón Díaz (2008-2009)
- Jesús Ramírez (2009-2010)
- Carlos Reinoso (2011)
- Miguel Herrera (2012-2013, 2017-2020)
- Santiago Solari (2021)